# 桑泰里·伊瓦洛
桑泰里·伊瓦洛（芬蘭語：Santeri Ivalo），1907年之前名为赫尔曼·亚历山大·英曼（瑞典語：Herman Alexander Ingman，1866年6月9日—1937年1月25日），是芬兰作家、记者和历史学家。
桑泰里·伊瓦洛的父亲是索丹屈莱及后来库萨莫的牧师赫尔曼·英曼（Herman Ingman，去世于1875年）。伊瓦洛在1885年于奥卢高中毕业。他后来学习历史。他对芬兰北部的历史感兴趣，并在1894年完成了关于瑞典国王卡尔九世北冰洋政策的论文。他也经常写一些历史常识的文章。伊瓦洛是《日报》的创始人之一，并在1890至1900年间担任该报记者，在1900至1904年间担任主编。《日报》在1904年停办。但是在其基础上又在1905年创办了《赫尔辛基日报》，伊瓦洛一直到去世之前都在该报的编辑部工作，并在1918至1920年间和1932年担任该报主编。伊瓦洛自1927年起也是出版《赫尔辛基日报》的Sanoma公司董事会主席。